# Albal (kommunhuvudort)
Albal är en kommunhuvudort i Spanien.   Den ligger i provinsen Província de València och regionen Valencia, i den östra delen av landet, 300 km öster om huvudstaden Madrid. Albal ligger 14 meter över havet och antalet invånare är 15 443.
Terrängen runt Albal är platt.Runt Albal är det mycket tätbefolkat, med 4 343 invånare per kvadratkilometer. Närmaste större samhälle är Valencia, 8,4 km norr om Albal. Trakten runt Albal består till största delen av jordbruksmark.